# سلالة ايسن الثانية (سلالة بابل الرابعة)
وفقًا لـ قائمة الملوك البابليين، كان الاسم الأصلي لهذه السلالة هو palû Išin ("سلالة إيسين"). ويُفترض أن مدينة إيسين كانت نقطة انطلاق السلالة. ويشير المؤرخون المعاصرون إلى هذه السلالة باسم سلالة إيسين الثانية لتمييزها عن سلالة إيسين السومرية القديمة. افترضت الدراسات السابقة أن أول ملك لهذه السلالة، مردوخ قبيط أخيشو، حكم السنوات الأولى من حكمه بالتزامن مع آخر ملك كاشي، لكن تشير الأبحاث الحديثة إلى أن هذا لم يكن هو الحال.

## الخلفية
بعد انهيار السلالة البابلية الأولى في عهد حمورابي، دخلت الإمبراطورية البابلية فترة حكم ضعيفة نسبيًا في عهد الكاشيين لمدة 576 عامًا، وهي أطول سلالة في تاريخ بابل. وانهارت السلالة الكاشية في نهاية المطاف بسبب فقدان الأراضي والضعف العسكري، مما أدى إلى تراجع واضح في مستوى التعليم والثقافة. وفي عام 1157 قبل الميلاد، غزا شوتروك ناخونته العيلامي بابل.
لم يمضِ وقت طويل على سيطرة العيلاميين على بابل، فأسس مردوخ قبيط أخيشو (1155-1139 قبل الميلاد) سلالة إيسن الثانية. كانت هذه السلالة أول سلالة أصلية ناطقة بالأكادية في جنوب بلاد ما بين النهرين تحكم بابل، واستمرت في السلطة نحو 125 عامًا. نجح الملك الجديد في طرد العيلاميين ومنع أي نهضة كاشية محتملة. في وقت لاحق من حكمه، خاض حربًا مع آشور وحقق بعض النجاح الأولي قبل أن يُهزم على يد الملك الآشوري آشور دان الأول. خلفه ابنه إتي مردوخ بالاطو عام 1138 قبل الميلاد، ثم تبعه بعد عام نينورتا نادين شومي عام 1137 قبل الميلاد.

## الملوك
قد حكم هذه السلالة إحدى عشر ملكا وهم :
1- مردوخ قبيط أخيشو.
2- إتي مردوخ بالاطو.
3- نينورتا نادين شومي.
4- نبوخذ نصر الأول.
5- إنليل نادين أبلي.
6- مردوخ نادين أهي.
7- مردوخ شبيك زيري.
8- أداد أبلا إيدينا.
9- مردوخ أخي إريبا.
10- مردوخ-زير.
11- نابو شوم ليبور.

## عهد نبوخذ نصر الأول وخلفاؤه

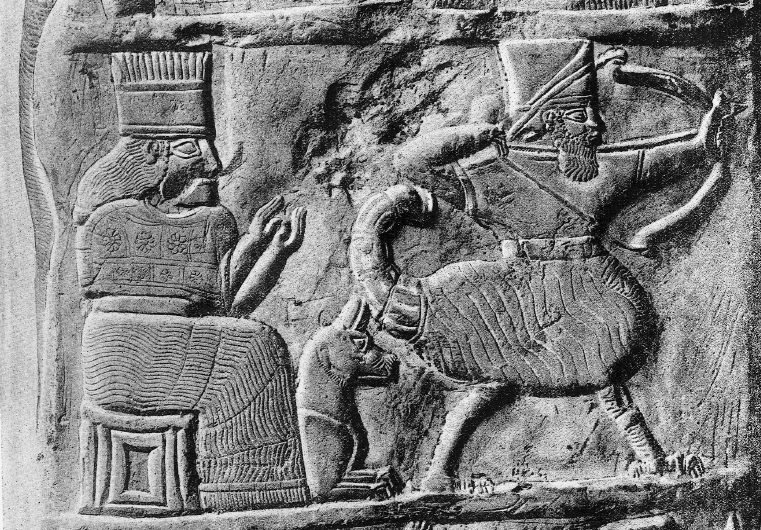
نبوخذ نصر الأول

كان نبوخذ نصر الأول (1124-1103 قبل الميلاد) أشهر حكام سلالة إيسن الثانية. لم يكتفِ بمحاربة العيلاميين وهزيمتهم وطردهم من الأراضي البابلية، بل غزا عيلام نفسها، ونهب العاصمة العيلامية شوشان، واستعاد تمثال مردوخ المقدس الذي نُقل من بابل. في السنوات الأخيرة من حكمه، كرّس نفسه لمشاريع البناء السلمية وتأمين حدود بابل. تُخلّد أنشطته الإنشائية في نقوش بناء إكيتوش-خيجال-تيلا، ومعبد أداد في بابل، وعلى طوب معبد إنليل في نيبور. يُدرج جرد بابلي متأخر تبرعاته من الأواني الذهبية في أور. يُؤرخ أقدم النصوص الاقتصادية الثلاثة الباقية إلى السنة الثامنة من حكم نبوخذ نصر؛ بالإضافة إلى حجرين من الكودوروس ولوح تذكاري حجري، تُشكل هذه النصوص السجلات التجارية الوحيدة الموجودة. وتشهد هذه القطع الأثرية على قوة الأسرة باعتبارها بناة وحرفيين ومديري أعمال الإمبراطورية.

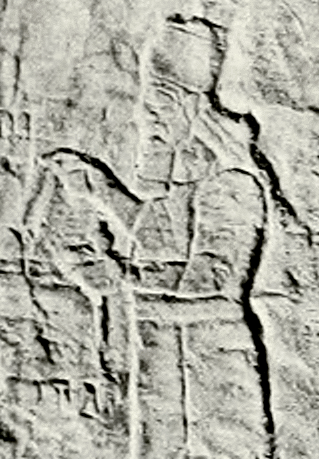
تغلث فلاسر الأول

خلف نبوخذنصر إثنان، أولهما إبنه إنليل-نادين-أبلي (١١٠٣-١١٠٠ قبل الميلاد)، الذي خسر أراضيه لصالح آشور، ثم أخوه مردوخ-نادين-أهي (١٠٩٨-١٠٨١ قبل الميلاد)، الذي خاض هو الآخر حربًا مع آشور. تلا ذلك بعض النجاح الأولي في هذه الصراعات هزيمة نكراء على يد تغلث فلاسر الأول، الذي ضمّ مساحات شاسعة من الأراضي البابلية، موسّعًا بذلك الإمبراطورية الآشورية. بعد هذه الهزيمة العسكرية، ضربت بابل مجاعةٌ رهيبة، مما استدعى هجماتٍ من الآراميين الساميين من الغرب.

## النهاية
في عام ١٠٧٢ قبل الميلاد، وقّع الملك مردوخ شبيك زيري معاهدة سلام مع آشور بل كالا ملك آشور. إلا أن، كاداشمان بورياش، لم يُحافظ على نوايا سلفه السلمية، ودفعت أفعاله الملك الآشوري إلى غزو بابل وتنصيب ملكه. استمرت الهيمنة الآشورية حتى حوالي عام ١٠٥٠ قبل الميلاد، حيث اعتُبر الملكان البابليان الحاكمان تابعين لآشور. انزلقت آشور في فترة حرب أهلية بعد عام ١٠٥٠ قبل الميلاد، مما سمح لبابل بالتحرر إلى حد كبير من نير الآشوريين لبضعة عقود.
ومع ذلك، سرعان ما بدأت بابل تعاني من غارات متكررة من الشعوب البدوية السامية المهاجرة من الغرب، واستولى الآراميون والكلدانيون والسوتانيون الوافدون حديثًا على مساحات شاسعة من بابل واحتلوها. بدءًا من عام ١٠٢٦ وحتى عام ٩١١ قبل الميلاد، دخلت بابل في فترة من الفوضى.